# جاي ميرفي
جاي ميرفي (بالإنجليزية: Jay Murphy)‏ مواليد 26 يونيو 1962 في ميريديان، هو لاعب كرة سلة أمريكي سابق. بدأ مسيرته الاحترافية في سنة 1984. تم اختياره من قبل فريق غولدن ستايت ووريورز خلال الدرافت. يبلغ طوله 6 قدم 9 بوصة (2.1 م). اعتزل اللعب في 1995.

## المسيرة الاحترافية
لعب مع لوس أنجلوس كليبرز من سنة 1984 إلى 1986، ثم لعب مع واشنطن ويزاردز من سنة 1986 إلى 1988، ثم لعب مع أسفيل باسكت في الدوري الفرنسي في موسم 1990–1991، ثم لعب مع فابريانو باسكت من سنة 1991 إلى 1995.

## روابط خارجية
- جاي ميرفي على موقع إن بي أي (الإنجليزية)
- جاي ميرفي على موقع سبورتس رفرنس (الإنجليزية)
- جاي ميرفي على موقع كلية كرة السلة في سبورتس رفرنس.كوم (الإنجليزية)
- جاي ميرفي على موقع ريلجم (الإنجليزية)
- جاي ميرفي على موقع بروبوليرز (الإنجليزية)